# Strandgrävare
Strandgrävare (Bathyergus) är ett släkte tillhörande familjen afrikanska mullvadsråttor bland gnagarna.
De har en klumpig, cylindrisk kropp och en bred och trubbigt huvud. Svansen är mycket kort med strålformig hårbeklädnad. Ytteröron saknas och ögonen är mycket små. Framtänderna är mycket utstående och tjänstgör liksom lemmarna vid grävandet.
Den kapska sandråttan från södra Afrika är 30 cm lång. Dess ryggsida är gulaktig och buken är grå. Djuret träffas på sandiga ställen, där den gräver vidsträckta, förgrenade gångar.
Arterna blir 17 till 33 cm långa (huvud och bål), har en 3 till 7 cm lång svans och väger 500 till 750 g. Som namnet antyder gräver individerna i sandig mark. En flock av cirka fem individer försvarar ett revir. Sandgrävare äter rötter, jordstam och grässtjälkar.

## Systematik
Släktet utgörs av två arter:
- Bathyergus janetta
- Bathyergus suillus